# Opactwo terytorialne Monte Oliveto Maggiore
Opactwo terytorialne Monte Oliveto Maggiore – benedyktyńskie opactwo terytorialne Kościoła rzymskokatolickiego we Włoszech, a dokładniej w Toskanii. Sam klasztor powstał w 1313, natomiast opactwo terytorialne zostało erygowane w 1899 roku. Opactwo podlega bezpośrednio Stolicy Apostolskiej. 